# Marcelo Boeck
Marcelo Boeck (Vera Cruz, 28 november 1984) is een Braziliaans profvoetballer die speelt als doelman en sinds 2017 uitkomt voor Fortaleza. Boeck bezit ook de Belgische nationaliteit.

## Carrière
Boeck genoot zijn jeugdopleiding bij Internacional, waar hij in 2004 doorstroomde naar de A-kern. In 2007 verhuisde hij naar het Portugese CS Marítimo, waar hij een contract voor vijf seizoenen tekende. In het begin was hij invallersdoelman, maar het seizoen 2010/11 begon hij als eerste doelman. Op het einde van het seizoen maakte hij dan ook de overstap naar Sporting CP, waar hij tweede doelman werd achter eerste doelman Rui Patrício. In januari 2016 vertrok hij echter naar zijn thuisland, waar hij voor Chapecoense tekende.
Boeck was niet aan boord van het spelersvliegtuig van Chapecoense dat op 28 november 2016 verongelukte, omdat hij vanwege zijn verjaardag om verlof had gevraagd.
Kort na de ramp verliet Boeck Chapecoense voor de Braziliaanse club Fortaleza in de Série C, het derde niveau in Brazilië. Fortaleza promoveerde komende twee seizoenen met Boeck als eerste doelman naar het hoogste niveau in Brazilië, de Série A. 

## Erelijst
| Competitie                    |               |               |               |               |
| Competitie                    | Aantal        | Jaren         |               |               |
| Internacional                 | Internacional | Internacional | Internacional | Internacional |
| ----------------------------- | ------------- | ------------- | ------------- | ------------- |
| Mondiaal                      |               |               |               |               |
| FIFA Club World Cup           | 1x            | 2006          |               |               |
| Internationaal                |               |               |               |               |
| CONMEBOL Libertadores         | 1x            | 2006          |               |               |
| Regionaal                     |               |               |               |               |
| Campeonato Gaúcho             | 1x            | 2005          |               |               |
| Sporting CP                   |               |               |               |               |
| Taça de Portugal              | 1x            | 2014/15       |               |               |
| Supertaça Cândido de Oliveira | 1x            | 2015          |               |               |
| Chapecoense                   |               |               |               |               |
| Internationaal                |               |               |               |               |
| CONMEBOL Sudamericana         | 1x            | 2016          |               |               |
| Regionaal                     |               |               |               |               |
| Campeonato Catarinense        | 1x            | 2016          |               |               |
| Fortaleza                     |               |               |               |               |
| Campeonato Brasileiro Série B | 1x            | 2018          |               |               |
| Copa do Nordeste              | 1x            | 2019          |               |               |
| Campeonato Cearense           | 2x            | 2019, 2020    |               |               |